# Carranque
Carranque é um município da Espanha, na província de Toledo, comunidade autónoma de Castela-Mancha. Tem 24,72 km² de área e em 2021 tinha 5 022 habitantes (densidade: 203,2 hab./km²). Pertence à comarca de La Sagra, e limita com os municípios de Batres, Serranillos del Valle, Griñón, Ugena, Illescas, El Viso de San Juan e Casarrubios del Monte.